# Chevrolet Lova RV

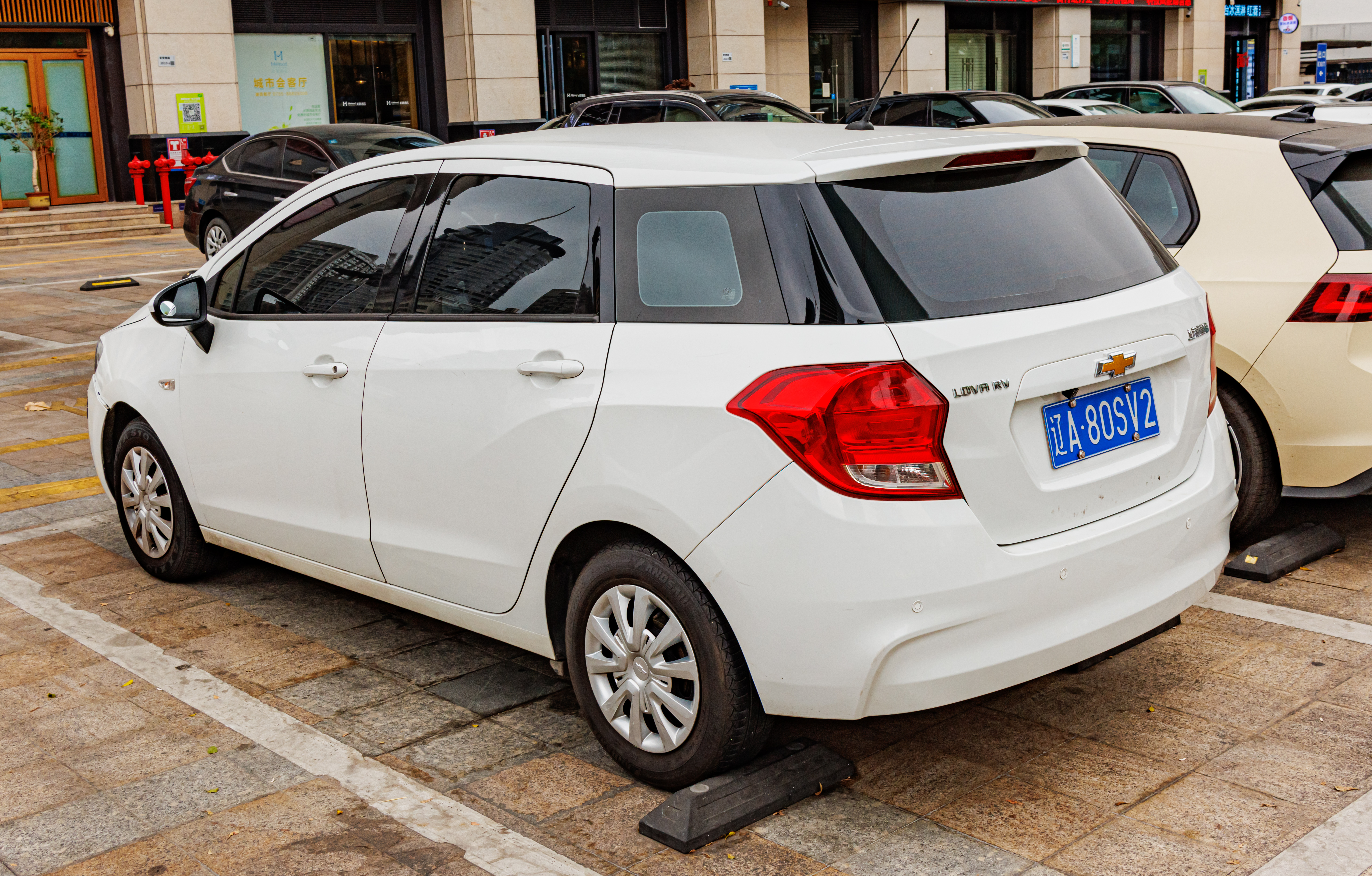
Heckansicht

Der Chevrolet Lova RV ist ein Kombi, wurde jedoch vom Hersteller als Recreational Vehicle (Minivan bzw. Wohnmobil) vermarktet.

## Modellgeschichte
Das Fahrzeug wurde von Shanghai GM zwischen 2015 und 2019 in China gebaut. Ausschließlich dort wurde es auch verkauft. Seine formale Weltpremiere hatte der Lova RV auf der Guangzhou Auto Show im November 2015. Die Markteinführung erfolgte Anfang 2016. Ende 2016 wurde das Sondermodell „Mickey Edition“ in Zusammenarbeit mit Disney China auf den Markt gebracht, die mit einigen Mickey-Mouse-Logos gestaltet wurde und eine spezielle Farbgebung aufweist.

## Antrieb
Als einzige Motorisierung wurde ein Reihenvierzylinder-Ottomotor mit einer maximalen Leistung von 83 kW angeboten. Die Motorleistung wird über ein Fünfgang-Schaltgetriebe bzw. Vierstufen-Automatikgetriebe an die Vorderräder übertragen.

### Technische Daten
|                                            | 1.5                        |
| ------------------------------------------ | -------------------------- |
| Bauzeitraum                                | 2015–2019                  |
| Motorkenndaten                             |                            |
| Motortyp                                   | R4-Ottomotor               |
| Hubraum                                    | 1485 cm³                   |
| max. Leistung bei min−1                    | 83 kW (113 PS) / 6000      |
| max. Drehmoment bei min−1                  | 141 Nm / 4000              |
| Kraftübertragung                           |                            |
| Antrieb, serienmäßig                       | Vorderradantrieb           |
| Getriebe, serienmäßig                      | 5-Gang-Schaltgetriebe      |
| Getriebe, optional                         | [4-Gang-Automatikgetriebe] |
| Messwerte                                  |                            |
| Höchstgeschwindigkeit                      | 177 km/h [172 km/h]        |
| Beschleunigung, 0–100 km/h                 | 11,5 s [12,5 s]            |
| Kraftstoffverbrauch auf 100 km, kombiniert | 5,6 l Super                |
| Leergewicht                                | 1103 kg [1114–1145 kg]     |
| Tankinhalt                                 | 42 l                       |

- Werte in eckigen Klammern gelten für Modelle mit Automatikgetriebe